# Michael Hogan (Schauspieler, 1949)

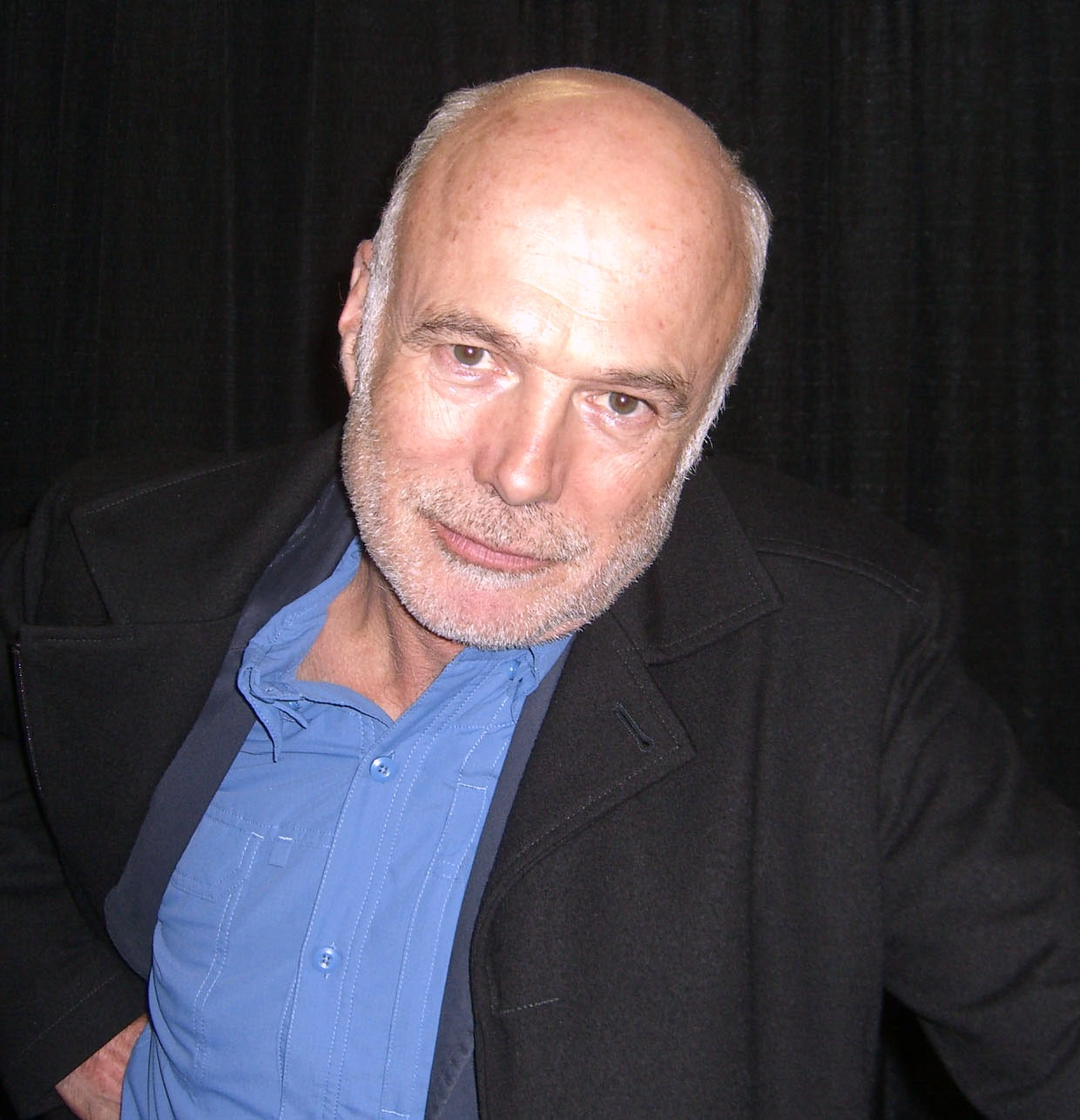
Michael Hogan (2009)

Michael Hogan (* 13. März 1949 in Kirkland Lake, Ontario) ist ein kanadischer Schauspieler.

## Biografie
Hogan begann seine Schauspielkarriere im Jahr 1978. Er wirkte besonders häufig in kanadischen und später amerikanischen Fernsehproduktionen und -serien mit. Größere Bekanntheit erlangte er mit den Filmen Solitaire, für den er einen Genie Award erhielt, und Die Rache des Wolfes. 
Im deutschsprachigen Raum ist er vor allem für seine Darstellung des XO Saul Tigh in der Fernsehserie Battlestar Galactica bekannt. Weiter hatte Hogan Gastauftritte in anderen Serien wie im Pilotfilm von Monk oder Folgen von Dollhouse und Smallville.
Hogan ist mit der Schauspielerin Susan Hogan verheiratet. Das Paar hat drei Kinder, ein Sohn Gabriel Hogan und ihre Tochter Jennie Rebecca Hogan sind ebenfalls als Schauspieler tätig. Susan und Michael Hogan spielten auch gemeinsam als Ehepaar, so wiederkehrend in der Serie The L Word – Wenn Frauen Frauen lieben die Eltern von Dana Fairbanks (Erin Daniels) und 2010 in einer Folge Warehouse 13 als Eltern der Hauptfigur Myka Bering, gespielt von Joanne Kelly.
Neben der Schauspielerei ist er auch als Synchronsprecher bei verschiedenen Videospielen tätig.

## Filmografie (Auswahl)
- 1978: Trucker (High-Ballin’)
- 1981: Targoor – Reise ins Grauen (The Intruder Within)
- 1985: Unternehmen Erdnußbutter (The Peanut Butter Solution)
- 1986–1987: Der kleine Vampir (The Little Vampire, Fernsehserie)
- 1988: Palais Royale (Palais Royale)
- 1990: Das Leben ist schön (The Last Best Year, Fernsehfilm)
- 1991: Solitaire
- 1991: Die Rache des Wolfes (Clearcut)
- 1992: Liebe und Eis (The Cutting Edge)
- 1993: Harter Mann in Uniform (I Love a Man in Uniform)
- 1996: The Boys Next Door (Fernsehfilm)
- 1996: Lederstrumpf – Der Indianer-Scout (The Pathfinder, Fernsehfilm)
- 2002: Monk (Fernsehserie, Folge 1x01–1x02)
- 2002: Andromeda (Fernsehserie, Folge 3x07)
- 2003–2009: Battlestar Galactica (Fernsehserie)
- 2004–2006: The L Word – Wenn Frauen Frauen lieben (The L Word, Fernsehserie, 4 Folgen)
- 2005: A Simple Curve
- 2008: Der Tag, an dem die Erde stillstand (The Day the Earth Stood Still)
- 2009: Warehouse 13 (Fernsehserie, Folge 1x11)
- 2009: Dollhouse (Fernsehserie, Folge 2x03)
- 2009: Numbers – Die Logik des Verbrechens (NUMB3RS, Fernsehserie, Folge 6x10)
- 2010: Psych (Fernsehserie, Folge 4x15)
- 2010: Hunt to Kill
- 2010: Smallville (Fernsehserie, 2 Folgen)
- 2011: Snowmageddon – Hölle aus Eis und Feuer (Snowmageddon, Fernsehfilm)
- 2011: Red Riding Hood – Unter dem Wolfsmond (Red Riding Hood)
- 2011: Supernatural (Fernsehserie, Folge 7x06)
- 2011: Ice Road Terror (Fernsehfilm)
- 2012–2013, 2016–2017: Teen Wolf (Fernsehserie, 20 Folgen)
- 2013: The Mentalist (Fernsehserie, Folge 5x22)
- 2013: Falling Skies (Fernsehserie, Folge 3x04)
- 2013: Haven (Fernsehserie, Folge 4x12)
- 2013: Republic of Doyle – Einsatz für zwei (Republic of Doyle, Fernsehserie, Folge 4x10)
- 2015: Fargo (Fernsehserie, 6 Folgen)
- 2016: 12 Monkeys (Fernsehserie, 6 Folgen)
- 2016: The Man in the High Castle (Fernsehserie, 3 Folgen)
- 2017: Zoo (Fernsehserie, 3 Folgen)
- 2018: Criminal Minds (Fernsehserie, 2 Folgen)
- 2019: The Devil Has a Name
- 2020: Sonic the Hedgehog
- 2020: Janette Oke: Die Coal Valley Saga (When Calls the Heart, Fernsehserie, 2 Folgen)

## Videospiele
- Mass Effect 3 als Commander Bailey
- Mass Effect 2 als Captain Bailey
- Fallout: New Vegas als Doc Mitchell
- The Elder Scrolls V: Skyrim als General Tullius